# Aramaixka
Aramaixka (en rus: Арамашка) és un poble de l'óblast de Sverdlovsk, a Rússia, segons el cens del 2010 tenia 702 habitants.